# Courtefontaine (Doubs)
Courtefontaine è un comune francese di 233 abitanti situato nel dipartimento del Doubs nella regione della Borgogna-Franca Contea.

## Società

### Evoluzione demografica
Abitanti censiti